# 核反応法
核反応法 (Nuclear Reaction Analysis、NRA) 、共鳴核反応法（Resonance Nuclear Reaction Analysis、RNRA）、または核共鳴散乱分析法（Nuclear Resonant Scattering Analysis、NRSA）は加速器等によって加速されたイオンビームによる原子核反応を利用した非破壊型表面元素分析法。表面付近に存在する軽元素の深さ分布の分析、特に内殻電子を持たないため電子遷移を利用した分析法を適用しにくい水素原子の分析に適している。
ある、運動エネルギーEkinを持った特定の核種を照射したとき、標的核は共鳴条件により鋭く定まった核反応をすることがある。反応生成物は通常励起状態にあり、すぐに崩壊して電離放射線を発する。
詳細な情報を得るには、初期の粒子の運動エネルギーとそのサンプルに於ける阻止能(移動距離あたりのエネルギーロス)を知る必要がある。核反応を起こすには、粒子線が共鳴エネルギーに達するまで減速する必要がある。つまり、それぞれの運動エネルギーはその核反応が起きる深さに対応する。(高いエネルギーであればある程、深い場所で反応が起きる)
例えば、水素を検知するのに良く使われる反応としては6.385MeVの共鳴を持つ以下の反応がある。
15N + 1H → 12C + α + γ (4.965MeV)

ここで放射されるガンマ線は、この反応を特色付けるものであり、入射エネルギーごとに計測されたγ線の計数は、対応する深さに於ける水素の密度を反映している。つまり、水素の分布状況は、様々なエネルギーの窒素15ビームで走査することで得ることが出来る。水素は、質量が小さいことから RBS で計測することは出来ないが、反跳粒子検出法でも計測することが出来る。
NRAは共鳴を使わない事もある。たとえば、重水素はヘリウム3ビームで入射エネルギーを変更すること無く以下の反応で容易に検出することが可能である。
3He + D = α + p + 18.353 MeV
高速陽子のエネルギーはサンプル内の重水素原子の深さに依存する。